# Heinz Hirsacker
Heinz Hirsacker (* 14. August 1914 in Lübeck; † 24. April 1943 in Kiel) war deutscher U-Boot-Kommandant im Zweiten Weltkrieg, der wegen angeblicher Feigheit vor dem Feinde zum Tode verurteilt wurde.

## Militärischer Werdegang
Heinz Hirsacker trat im Jahr 1934 in die Reichsmarine ein. Von August bis Dezember 1937 fuhr er als Zweiter Wachoffizier auf U 36.

### Zweiter Weltkrieg
Zu Kriegsbeginn diente er als Erster Wachoffizier auf den Typ IX B-Booten U 64 und U 124. Zum 9. Januar 1941 erfolgte die Beförderung zum Kapitänleutnant. Am 29. Mai 1941 übernahm er als Kommandant das Typ-VII-Boot U 572. Mit diesem Boot führte Hirsacker sechs Feindfahrten durch:
1. 2. September 1941 bis 2. Oktober 1941
2. 30. Oktober 1941 bis 29. November 1941
3. 7. Januar 1942 bis 10. Februar 1942
4. 14. März 1942 bis 14. Mai 1942
5. 30. Juni 1942 bis 3. September 1942
6. 12. Oktober 1942 bis 22. November 1942

Während dieser Fahrten war die Besatzung insgesamt 267 Tage auf See, das Boot versenkte in dieser Zeit drei Schiffe mit 14.813 BRT und beschädigte ein Schiff mit 6.207 BRT. Während der Fahrten gehörte U 572 zu mehreren U-Boot-Verbänden:
- Gruppe Brandenburg (15. September 1941 – 1. Oktober 1941)
- Gruppe Störtebecker (5. November 1941 – 19. November 1941)
- Gruppe Gödecke (19. November 1941 – 26. November 1941)
- Gruppe Hai (3. Juli 1942 – 21. Juli 1942)
- Gruppe Streitaxt (20. Oktober 1942 – 2. November 1942)
- Gruppe Schlagetot (9. November 1942 – 16. November 1942)

Auf der dritten Feindfahrt im Januar 1942 misslang ihm ein Durchbruch durch die Straße von Gibraltar ins Mittelmeer, was ihm schlechte Kritiken bei Admiral Karl Dönitz einbrachte.
Am 20. Oktober 1942 wurde U 572 zusammen mit neun weiteren Booten in der Gruppe Streitaxt auf den Konvoi SL 125 angesetzt. In den Tagen vom 27. Oktober bis zum 1. November versenkten acht U-Boote zwölf Schiffe mit 80.000 BRT und beschädigten sieben weitere Schiffe mit 46.750 BRT. U 572 war daran nicht beteiligt. Das Boot wurde abgestellt, um vor Lissabon zu patrouillieren. Noch bevor Hirsacker sein neues Einsatzgebiet erreichte, bekam er den Befehl, Truppentransporter der Landungstruppen der Operation Torch, der alliierten Landung in Marokko, anzugreifen. Dies geschah in der Gruppe Schlagetot mit neun weiteren Booten. Es wurden von zwei Booten vier Schiffe mit 43.766 BRT versenkt und drei Schiffe mit 19.915 BRT beschädigt. Wiederum war U 572 nicht erfolgreich.

### Verurteilung zum Tode wegen „Feigheit vor dem Feinde“ und Selbstmord
Als Reaktion auf die abermals schwache Leistung des Bootes wurde er am 18. Dezember seines Kommandos entbunden. Zunächst wurde er auf die Zerstörer Z10 und Z33 versetzt, dann aber wegen „Feigheit vor dem Feinde“ angeklagt und zum Tode durch Erschießen verurteilt. Er war neben Oskar Kusch einer von zwei deutschen U-Boot-Kommandanten im Zweiten Weltkrieg, die zum Tode verurteilt wurden.
Auf Hirsackers Wunsch hin schmuggelte ein Freund eine Pistole in das Marineuntersuchungsgefängnis in Kiel-Wik, mit der er sich am 24. April 1943 erschoss.

## Beförderungen
- Offiziersanwärter am 8. April 1934
- Fähnrich zur See am 1. Juli 1935
- Oberfähnrich zur See am 1. Januar 1937
- Leutnant zur See 1. April 1937
- Oberleutnant zur See am 1. April 1939
- Kapitänleutnant am 9. Januar 1941

## Auszeichnungen
- Spanienkreuz in Bronze (ohne Schwerter) am 6. Juni 1939